# NGC 730
NGC 730 je zvijezda u zviježđu Ribama.

## Vanjske poveznice
- SEDS: NGC 730